# Sandra Köppen-Zuckschwerdt
Sandra Köppen-Zuckschwerdt (* 15. Mai 1975 in Potsdam) ist eine ehemalige deutsche Judoka und Sumōkämpferin. Sie ist gelernte Arzthelferin und war bis 2010 Sportsoldatin in der Sportfördergruppe Frankfurt (Oder) der Bundeswehr.

## Biographie
Köppen begann ihre sportliche Laufbahn als Leichtathletin und wurde ab 1989 eine erfolgreiche Judokämpferin (6. Dan) in der höchsten Gewichtsklasse über 78 kg. Sie nahm an den Olympischen Spielen 2000 in Sydney, 2004 in Athen sowie 2008 in Peking teil.
1998 begann Köppen parallel mit dem Sumō-Ringen, wo sie in der offenen Klasse (der höchsten Gewichtsklasse ohne Gewichtsbeschränkung) kämpfte und inzwischen zu den erfolgreichsten Sportlerinnen (7. Dan) überhaupt zählt. Ihre Erfolge machten sie selbst in Japan, dem Herkunftsland des Sumō, bekannt. Aber auch in Deutschland verschafften ihr diese Erfolge und die Ungewöhnlichkeit der in Europa weithin unbekannten und exotisch erscheinenden, besonders für Frauen untypischen Sportart eine gewisse Popularität. Diese Popularität benutzte die ca. 135 kg schwere Köppen dazu, das öffentliche Interesse an ihrer Sportart zu steigern, gegen Vorbehalte und Vorurteile zu kämpfen, die sich in Deutschland mit dem Sumō-Ringen und seinen schwergewichtigen, scheinbar schwerfälligen Protagonisten verbinden, und zu zeigen, dass sich Schwergewichtigkeit und eine scheinbare Adipositas auf der einen sowie Beweglichkeit, Schnelligkeit und Athletik auf der anderen Seite nicht ausschließen.
Ende 2008 trat sie vom aktiven Sport zurück. Mit einer B-Lizenz ist sie bei der PSG Dynamo Brandenburg Mitte als Trainerin weiter mit ihrem Sport verbunden und errang mit ihrer Frauenmannschaft mehrfach Meistertitel und vordere Ränge in der Judo-Bundesliga.
Die intensiven Trainingsbelastungen, die – „hart im Nehmen“ (Selbstaussage) – oft nicht ernsthaft medizinisch versorgt wurden, führten zu schweren Gelenkschäden. So mussten nach Karriereende die rechte Schulter und beide Kniegelenke jeweils zweimal durch Prothesen ersetzt werden. Trotzdem war sie 2013 wegen Knieproblemen zeitweise auf einen Rollstuhl angewiesen und erwerbsunfähig.
Köppen lebt im brandenburgischen Schenkenberg (Gemeinde Groß Kreutz (Havel)) und ist seit 2006 mit ihrem langjährigen Trainer Wolfgang Zuckschwerdt (* 1949) verheiratet. Sie sind Eltern der Tochter Marie-Luis Zuckschwerdt (* 2005), die ebenso wie ihre Eltern Sumō-Sportlerin ist und 2018 erstmals an der Sumō-Weltmeisterschaft teilnahm; 2019 wurde sie bei der Sumo-Kadett-Europameisterschaft zweifache Europameisterin (U 14).

## Sportliche Erfolge

### Judo
- 1998 Bronzemedaillengewinnerin Europameisterschaft (+78)
- 1999 Bronzemedaillengewinnerin Europameisterschaft  (+78)
- 2000 Platz 5 Olympische Spiele
- 2001 Europameisterin (Open)
- 2001 Bronzemedaillengewinnerin Weltmeisterschaft
- 2002 Europameisterin (+78)
- 2003 Bronzemedaillengewinnerin Europameisterschaft     (+78)
- 2007 Bronzemedaillengewinnerin Weltmeisterschaft          (+78)

### Sumō
- 1999 Weltmeisterin Einzel (Open Kategorie)
- 2001 Weltmeisterin Einzel (Open Kategorie), Weltmeisterin Mannschaft
- 2004 Weltmeisterin (Open Kategorie), Weltmeisterin Mannschaft
- 2005 Weltmeisterin Einzel (Schwergewicht)
- 2005 Goldmedaille World Games